# 汾阳县 (明朝)
汾阳县，中国旧县名，今山西省汾阳市前身。
明朝洪武初年为西河县，并入汾州。万历二十三年（1595年）五月，汾州升为汾州府，复置县，名为汾阳县，为倚郭县。当时县西有金锁关、黄芦岭二巡检司。清朝时考评，繁，疲，难。县境有郭栅、阳城二镇。巡司驻冀村。有驿站。民国初年，全国废府，直属山西省。
1937年年底，在中共晋西特委组织下，中共汾阳县委在南马庄组建。而在抗日战争时期，中国共产党更透过牺盟会在当地展开抗日活动。1938年2月17日，侵华日军攻占汾阳县城。牺盟会汾阳县分会在县城之外展开抗日斗争。同时，汾阳县抗日政府在头道川成立。同年12月，中共汾北工作委员会在汾阳北部边山组建（后改称为中共汾北县委）。日后成为中华人民共和国领导人的华国锋亦在1938年12月被分配到牺盟会汾阳县分会工作。1940年，汾阳县南部党组织与中共汾北县委合并，组成统一的中共汾阳县委，重建了中共领导的汾阳县抗日民主政府。
1945年8月，日本投降。9月，中共政权即与晉系军阀阎锡山展开长期争夺战。第二次国共内战期间，双方相互攻防。汾阳县时为晋绥解放区吕梁区的一部分。1947年10月，中共吕梁区党委根据中共晋绥分局指示，将中共汾阳县委、汾阳县民主政府、汾阳县大队分别改属中共晋绥八地委、晋绥第八专署、晋绥第八军分区领导。1948年6月，解放军取得晉中戰役胜利。6月下旬，汾阳县大队已将县城周围的阎军武装全部消灭。7月11日夜，县城驻军弃城而逃。7月12日，汾阳县城宣告“解放”。至此，中共政权完全控制汾阳县。
中华人民共和国建国后，汾阳县历属汾阳专区、榆次专区、晋中专区、晋中地区。1971年，划入吕梁地区。1996年，山西省人民政府预备撤县设市。8月20日，民政部批复同意，国务院批准，行政区域不变，是为汾阳市。